# Torre de Esgueva
Torre de Esgueva ist ein Ort und eine Gemeinde mit nur noch 62 Einwohnern (Stand: 2024) im Osten der Provinz Valladolid in der Region Kastilien-León in Spanien. 

## Lage
Torre de Esgueva liegt in der Iberischen Meseta am Río Esgueva gut 48 Kilometer (Fahrtstrecke) ostnordöstlich vom Stadtzentrum von Valladolid in einer Höhe von ca. 735 m. Das Klima im Winter ist kalt, im Sommer dagegen warm bis heiß; der spärliche Regen (ca. 539 mm/Jahr) fällt übers Jahr verteilt.

## Bevölkerungsentwicklung
| Jahr      | 1970 | 1981 | 1991 | 2001 | 2011 | 2021 |
| --------- | ---- | ---- | ---- | ---- | ---- | ---- |
| Einwohner | 236  | 144  | 131  | 99   | 72   | 66   |

## Sehenswürdigkeiten
- Martinskirche

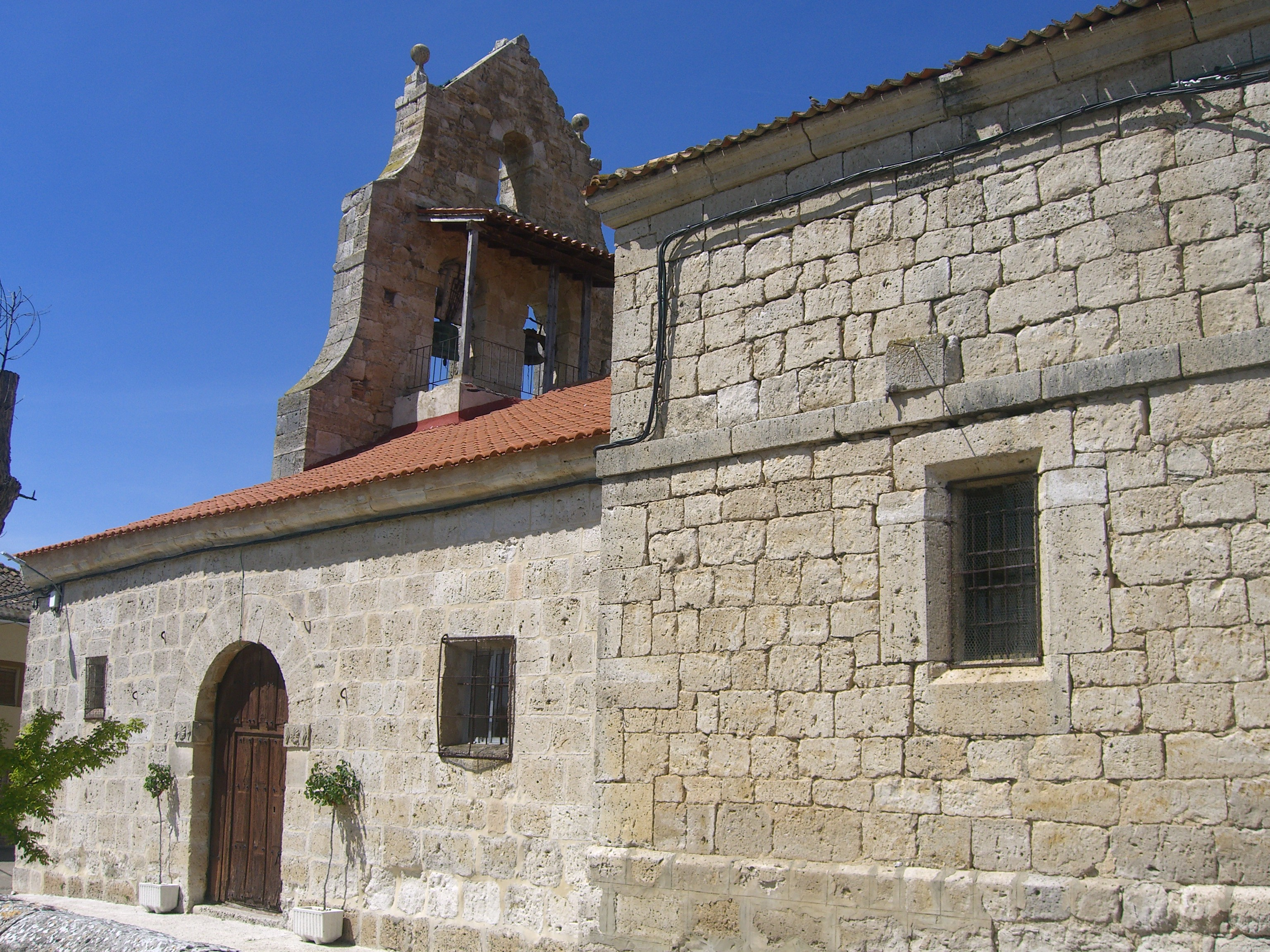
Peterskirche
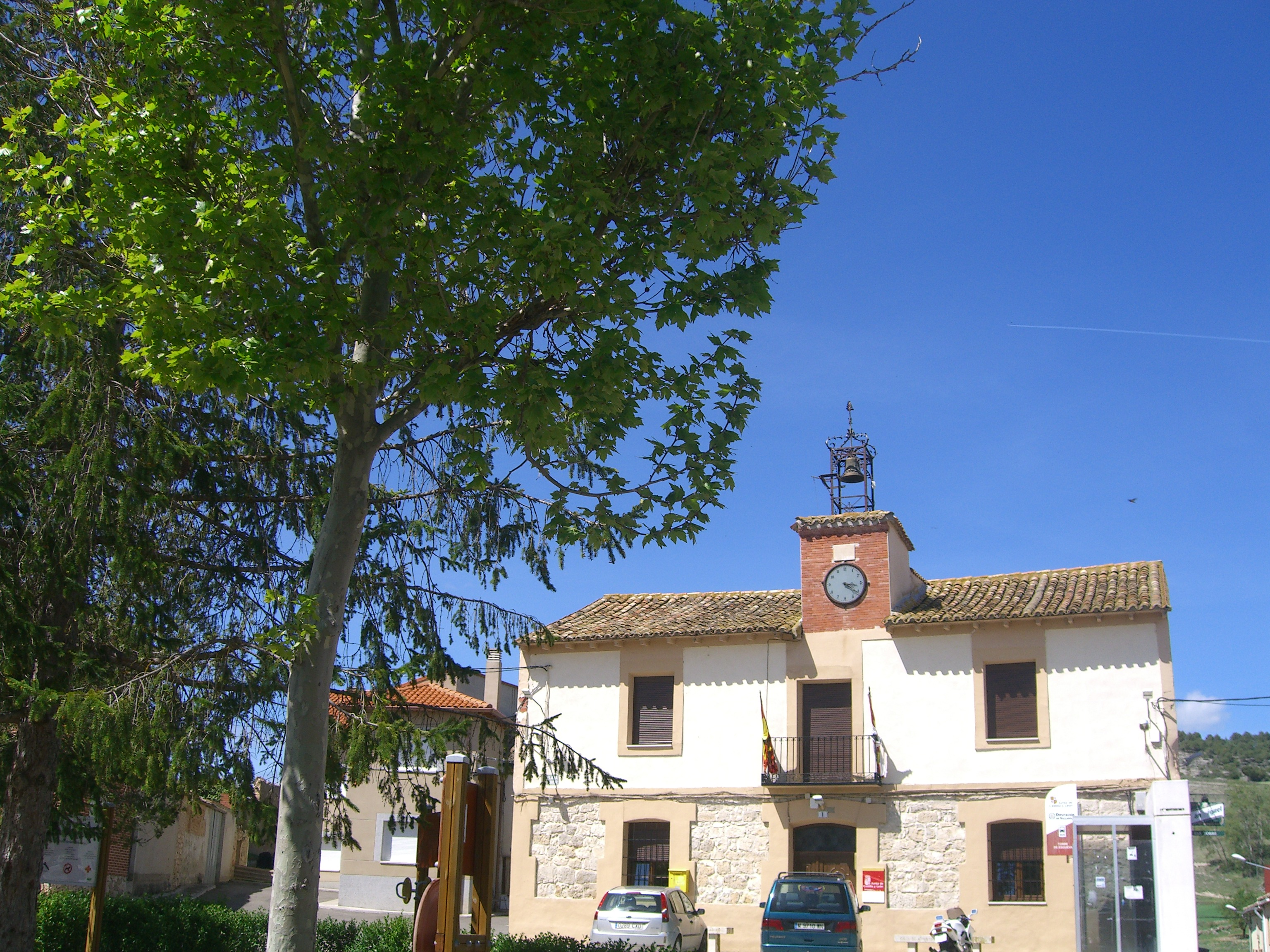
Rathaus